# Кристијан Мунђу
Кристијан Мунђу (рум. Cristian Mungiu) је румунски филмски редитељ рођен 27. априла 1968. у Јашију. После студија енглеске књижевности на Јашијском универзитету, радио је неколико година као наставник и новинар. После тога, уписује се на Универзитет за филм у Букурешту где започиње студије филмске режије. Дипломирао је 1998.
После дипломирања, Мунђу је снимио неколико кратких филмова. Први филм, „Запад“ (Occident) из 2002. добио је позитивне оцене критике и неколико награда на филмским фестивалима. За тај филм је добио награду за дебитантски филм на филмском фестивалу у Кану 2002. године,
Мунђу је 2007. године написао сценарио за филм „4 месеца, 3 недеље и 2 дана“ који је уједно и режирао. Филм је добио награду Златна палма на 60. Канском филмском фестивалу.